# Васильєв Вадим Вікторович
Вадим Васильєв (азерб. Vadim Vasilyev, нар. 17 травня 1972) — колишній азербайджанський футболіст, що грав на позиції нападника. По завершенні ігрової кар'єри — футбольний тренер.
Виступав за ряд азербайджанських клубів і українські «Шахтар» (Шахтарськ) та «Таврію», а також національну збірну Азербайджану.

## Клубна кар'єра
У дорослому футболі дебютував 1993 року виступами за команду «Хазрі Бузовна», в якій провів один сезон, взявши участь у 12 матчах чемпіонату.
Влітку 1994 року перейшов в клуб «Баки Фехлесі». Провівши в команді півроку, паребрався в Україну, де став виступати за «Шахтар» (Шахтарськ) у Другій лізі. Спочатку грав невпевнено — в сезоні 1994/95 забив лише 1 гол в 18 матчах, але вже в наступному сезоні став найкращим бомбардиром клубу — 13 голів в 18 матчах. В кінці 1995 року команда переїхала з Шахтарська до Донецька та змінила назву на «Металурзі», через це Васильєв в зимове міжсезоння 1995/96 повернувся в Азербайджан.
З 1996 по 1999 рік продовжив грати за «Баки Фехлесі», двічі ставав найкращим бомбардиром команди — в сезонах 1997/98 (14 голів) та 1998/99 (19 голів).
Своєю грою за останню команду привернув увагу представників тренерського штабу клубу «Нефтчі», до складу якого приєднався 1999 року. Відіграв за бакинську команду наступні три сезони своєї ігрової кар'єри. З новим клубом тричі піднімався на призові ступені — 2 рази завойовував «срібло» і 1 раз «бронзу» чемпіонату Азербайджану, а 2002 року ще й допоміг клубу виграти національний кубок.
Влітку 2003 року Васильєв знову поїхав в Україну, де став виступати в Вищій лізі за «Таврію». Дебютував азербайджанський легіонер у новому клубі в гостьовій грі проти «Кривбасу», вийшовши в основному  складі. Допомогти новому клубу не зміг і гра завершилася поразкою «Таврії» 0:1. В чемпіонаті України провів ще 2 гри, після чого покинув «Таврію» та продовжив свої виступи в Азербайджані.
У сезоні 2003/04 знову грав за «Нефтчі». Став найкращим бомбардиром команди (17 голів) та завоював з командою золотий дубль Азербайджану (чемпіонат і кубок). 
Перед початком сезону 2004/05 перейшов в «Карабах». За підсумками сезону також став найкращим бомбардиром команди з 12 м'ячами. 
2005 року перейшов в «Баку» та допоміг клубу вперше в своїй історії стати чемпіоном Азербайджану. По завершенню сезона перейшов в клуб «Олімпік» (Баку), де провів лише 9 ігор у чемпіонаті. 
На початку сезону 2007/08 підписав річний контракт з бакинським «Стандардом», але через розбіжності з керівництвом клубу грати не міг. Велику частину сезону тренувався самостійно. 
2008 року був на перегляді в клубі «Мугань», який того року був дебютантом азербайджанської прем'єр-ліги, але клубу так і не підійшов, після чого виріши завершити ігрову кар'єру. 
В подальшому виступав за ветеранську команду «Нефтчі». 

## Виступи за збірну
1999 року дебютував в офіційних матчах у складі національної збірної Азербайджану. Був учасником відбірних матчів до чемпіонату світу 2002 року. Протягом кар'єри у національній команді, яка тривала 5 років, провів у формі головної команди країни 35 матчів, забивши 2 голи.

## Тренерська кар'єра
Після завершення ігрової кар'єри працював помічником Ігоря Пономарьова в «Хазар-Ланкарані». 
З 2011 працював в АФФА тренером по молодшим віковим групам.

## Досягнення
- Чемпіон Азербайджану: 2003-04, 2005-06
- володар Кубку Азербайджану: 2001-02, 2003-04